# 明王院 (足立区)
明王院（みょうおういん）は、東京都足立区梅田四丁目にある真言宗豊山派の寺院。

## 歴史
同院は、平安時代末期の1178年（治承2年）に、源義広（志田三郎先生）により祈願所として、現在は近隣の荒川放水路にあたる箇所に創建された。
その後、義広の孫の源義純をはじめとして、義広の子孫が代々同地に住むことになる。義純の孫の源久広は梅田氏を名乗るようになり、寺号も萬徳山梅林寺と定めたと伝えられている。
室町時代の永正年間に梅田久広の子孫・梅田久義が丹波国へ移住したため、同寺は管理されなくなり荒廃していったが、慶長年間に真如によって現在地に移され、中興された。
江戸時代の寛永年間に、三代将軍・徳川家光が鷹狩を行った際にその御膳所となり、朱印状を賜った。以降同院は歴代将軍の御膳所になった。
1742年には、現在の本尊である感得不動明王が京都の清閑寺より伝わり、翌1743年には旧・不動堂が建立した。
この不動堂は、木造で全体が朱塗りであったことから「赤不動」と呼ばれ、これは同院の別称にもなっている。
1973年（昭和48年）に現在の本堂（不動堂）が完成し、2006年（平成18年）には回向堂が完成した。

## 本尊について
現在の本尊は1742年に京都の清閑寺から譲られた感得不動明王像で、空海（弘法大師）が42歳の時の作と伝わっている。高さは約140cm。秘仏とされ、普段は非公開であるが、1月・5月・9月の各28日に開扉される。
感得不動明王像が本尊になる以前は、如意輪観音像や地蔵菩薩像が本尊であった時期もあったと伝わっている。

## 如意輪観音像
東京都指定有形文化財でもある同院所蔵の如意輪観音像は、像胎内に「願主直空 作者法眼院秀 応安二年大呂十七日」の銘があり、室町時代の彫刻としては作者や製作年代が明らかな点で貴重である。いわゆる院派の仏師の作風がよく伝わっており、当初は6本の腕があったと推測されるが、現在腕は2本のみが残る。なお、レプリカを足立区立郷土博物館で見ることができる。

## 主な施設
- 本堂
- 回向堂（本尊とは別に不動三尊像を祀っている）[3]
- 弥彦尊（咳止めに御利益があるとされている）[1]
- 弁財社
- 梅田天神
- 天満宮
- 小泉寧夫先生算法碑 - 同地出身の和算家・小泉寧夫の顕彰碑[1]
- 墓地

## アクセス
- 東武伊勢崎線（東武スカイツリーライン）梅島駅下車徒歩約16分（経路案内）
- 京成本線・東京メトロ千代田線・都電荒川線町屋駅よりバス（都営バス草41系統）「赤不動」下車　徒歩2分
- 駐車施設:あり